# Moili Mdjini
Moili Mdjini (ou Mwali Mdjini) est une commune des Comores située sur l'ile de Mohéli, dans la préfecture de Fomboni. La commune comprend les localités suivantes : Boingoma, Bandaressalame et Djoezi.